# Qomsheh
Qomsheh este un oraș din Iran.